# 高田インターチェンジ (広島県)
高田インターチェンジ（たかたインターチェンジ）は、広島県安芸高田市美土里町横田の中国自動車道のインターチェンジ。安芸高田市中心部の最寄りインターチェンジである。

## 道路
- E2A 中国自動車道（23番）

## 歴史
- 1979年10月18日 : 三次IC - 千代田IC間の供用開始により開通。

## 接続する道路

### 直接接続
- 広島県道64号三次美土里線

※インターチェンジとのT字型交差点には、かつて県道側が常時黄色点滅、インター出口側が常時赤色点滅の信号機が設置されていた。灯器は常時点滅方式で頻用される1灯式器具ではなく、通常の3灯式灯器(青黄赤)が使用され、「高田インター」という交差点名板も付属していた。しかし現在は撤去され、インター出口側に一時停止標識が設置されている。

## 料金所
- レーン数：4

### 入口
- レーン数：2
  - L-1 ETC/一般：1
  - L-2 ETC専用：1

### 出口
- レーン数：2
  - L-3 一般：1
  - L-4 ETC専用：1

## 周辺
- 道の駅北の関宿安芸高田（高田インターバスセンター併設）

## 隣
E2A 中国自動車道
(22)三次IC/BS - 江の川PA - 高宮BS - (23)高田IC - 美土里BS - 本郷PA - (24)千代田IC/BS